# Robin Day

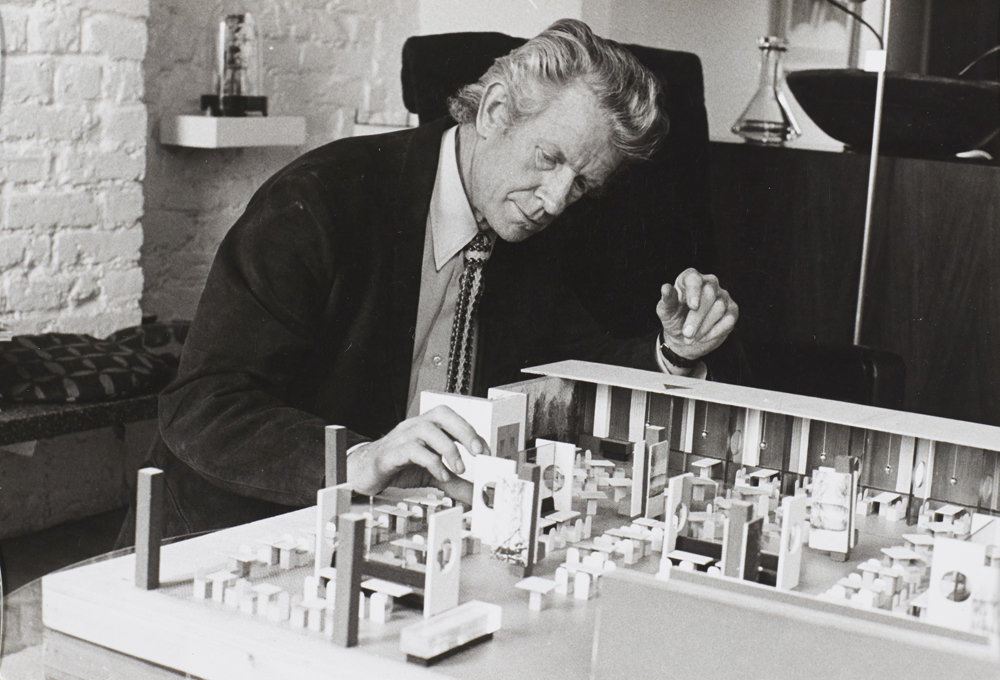
Robin Day

Robin Day (* 25. Mai 1915 in High Wycombe, Buckinghamshire; † 9. November 2010) war ein englischer Designer. Mit seinen Entwürfen wirkte er stilprägend für Großbritannien und darüber hinaus. Berühmt wurde er durch seine stapelbaren Stühle aus Polypropylen, von denen rund 14 Millionen Exemplare verkauft wurden.

## Leben und Arbeit

### Die Anfänge
Robin Days Geburtsort High Wycombe  war ein Zentrum der Möbelindustrie. Der Ort war voller Schreiner- und Möbelwerkstätten. 1931 begann er seine Ausbildung an der 1931 High Wycombe School of Art. Anschließend arbeitete er als Zeichner in der Möbelfabrikation. Er sammelte dabei wertvolle Erfahrungen über die Prozesse und über die Arbeitsweise der Techniker in der Produktion.
1934 gewann er ein Stipendium am Royal College of Art in London. Die Designkurse waren nicht auf Industriedesign ausgerichtet und enttäuschend für ihn, der sich in seiner Berufspraxis schon vertieft damit beschäftigt hatte. Er hatte am College jedoch die Freiheit, und nutzte sie, seine zeichnerischen Fertigkeiten zu perfektionieren, Fachpublikationen zu studieren und in Ausstellungen die europäische und amerikanische Avantgarde zu erleben.
Als er das College 1938 abschloss, gab es kaum freie Stellen in der Möbelindustrie. Trotz seines Talents fand er keine Anstellung. Daher fertigte er zunächst Modelle für Architekten. Bei Kriegsausbruch wurde er wegen seines Asthmas vom Kriegsdienst ausgemustert. Er fand eine Anstellung als Dozent an der Beckenham School of Art, wo er einen innovativen Kurs über dreidimensionalen Entwurf ausarbeitete.

### Lucienne und Robin Day
1940 lernte er auf einer Tanzveranstaltung am Royal College of Art Lucienne Conradi kennen, damals Studentin im Fachbereich Textil. Zwei Jahre später heirateten sie einander – der Beginn einer lebenslangen Partnerschaft. Beide erreichten höchstes Ansehen in ihrem Fachgebiet; Lucienne Day im Textildesign, Robin im Möbeldesign. Anders als beispielsweise Charles und Ray Eames arbeiteten sie nicht an gemeinsamen Werkstücken. Sie förderten jedoch gegenseitig ihre Arbeit durch Vorschläge und Diskussionen. Charakteristisches äußeres Kennzeichen ihrer Zusammenarbeit waren ihre Rückseite an Rückseite aufgestellten Zeichentafeln.
1954 wurde die gemeinsame Tochter Paula geboren. Lucienne Day starb im Januar 2010.

### Durchbruch zur Berühmtheit
1948 gewann Robin gemeinsam mit Clive Latimer den ersten Preis für Schrankmobiliar bei einem internationalen Wettbewerb des Museum of Modern Art (MoMA) in New York. Einer der Preisrichter war Mies van der Rohe. Der Preis war für Robin Day der Durchbruch zu internationaler Bekanntheit. Auch das Ehepaar Leslie und Rosamind Julius, Inhaber der Möbelfirma Hille, wurden auf ihn aufmerksam. Beide schickten sich gerade an, das Programm ihrer Firma konsequent auf Modernität umzustellen. 1949 konnten sie ihn dazu gewinnen, als Designer für Hille zu arbeiten. Die Zusammenarbeit hatte mehr als zwanzig Jahre Bestand.
Robin Day hielt intensive Verbindungen nach den USA aufrecht. Auch Charles Eames hatte einen Preis, wenn auch „nur“ einen zweiten, bei demselben MoMA-Wettbewerb gewonnen. Der Einfluss von Eames zeigt sich deutlich bei den Muldenstühlen aus Sperrholz, die Day für Hille 1950 entwarf. Die laminierte Form nutzte die Potenziale der damals neu entwickelten synthetischen Klebstoffe aus. Das kommerziell erfolgreichste Modell war der Hillestak, ein leichter stapelbarer Holzstuhl, der in großen Stückzahlen für Schulen, Kantinen und Vortragssäle gefertigt wurde. Im Warenhaus Liberty’s kostete ein Exemplar 66 Schilling.
Beim Festival of Britain 1951 stieß man überall auf Hilles Sperrholzsitze. Die Räume des Heim-und-Garten-Pavillons waren mit der Esstischversion ausgestattet, mit kippbaren Armlehnen und Stahlbeinen. Der Pavillon selbst war von Robin entworfen worden – und die Textilausstattung Calyx stammte von seiner Frau Lucienne.
Zur selben Zeit hatte Robin Day den Auftrag, einen Stuhl mit Armlehnen für die neue Festival Hall zu entwerfen. Er bestand aus Sperrholz mit Rosenholzfurnier. Robin Days Stil kam den Erwartungen seiner Zeit entgegen, er war erkennbar modern, ohne exaltiert zu sein. Robin Day und seinen für Hille entworfenen Möbeln ist es weitgehend zu verdanken, dass britisches Design internationale Beachtung fand. Er wurde eingeladen, eine Sektion der Triennale in Mailand zu gestalten. Seine Raumgestaltung gewann in diesem Jahr die Goldmedaille.

### Die 1950er und 1960er Jahre
In den 1950er Jahren fand das Fernsehen Eingang in viele britische Haushalte. Robin Days Fernsehgerät, das er für die Firma Pye entwarf, gewann einen Designpreis des Council of Industrial Design. Er entwarf auch Fernsehsessel, bei denen schmale Ablagen für Snacks die Armlehnen ersetzten.
Er beschränkte sich jedoch nicht auf Möbeldesign. Beeindruckt von skandinavischem Design, das den Anspruch vertrat, dass ein Designer alle Einzelheiten des täglichen Lebens beeinflussen sollte, arbeitete er auch als Grafiker, als Raumgestalter und als Produktdesigner. Schon zu Kriegszeiten hatte er Plakate für das Informationsministerium gestaltet. Er entwarf die Schriftgestaltung für das Ausstellungsgelände des Festival of Britain.
Für Hille entwarf er das Logo und die Firmenschrift sowie das Layout der Geschäftsbriefe und das Erscheinungsbild der Beschriftung für Gebäude, Räume und Fuhrpark. Diese Arbeit am einheitlichen Erscheinungsbild, heute als Corporate Identity allgemein geläufig, war damals eine Pionierleistung. Die Innenausstattung des Ausstellungshauses von Hille, 1962 von Peter Moro in spektakulärer Architektur errichtet, wurde ebenfalls von Robin Day gestaltet.
In den 1960er Jahren schließlich entwarf er den Stuhl, der zu seinem Wahrzeichen werden sollte. Der erste Vorschlag sah einen Muldenstuhl aus Fiberglas-verstärktem Plastik vor. Robin Day widerstrebte es jedoch, einfach eine Variante des erfolgreichen Fiberglas zu schaffen, den Charles Eames entworfen hatte und für den Hille die Verkaufslizenz für das Vereinigte Königreich erworben hatte. Robins Recherchen zum Material Polypropylen, das der Nobelpreisträger Giulio Natta 1954 erfunden hatte, überzeugten ihn, dass dies der ideale Grundstoff für den wirklich billigen Stuhl für die Massenproduktion war: ideal für die Spritzguss-Produktion, und widerstandsfähig im täglichen Einsatz. Die Sitzschale des Hille-Stuhls konnte in einfache Rahmen gestapelt und auf unterschiedliche Unterbauten aufgesetzt werden, sei es auf einen vierbeinigen Sitzstuhl-Unterbau, eine Barhocker-Konstruktion oder fest installierte Unterbauten in Sälen, Stadien oder Restaurants.
Hille investierte £ 6.000 in Produktionsmaschinen. Aus der ersten Charge schickte die Firma 6.000 Exemplare kostenlos an Architekten, Designer und Kritiker. Der Stuhl wurde ein sensationeller Erfolg; nach kurzer Zeit fertigten ihn weltweit rund 50 Firmen in Lizenz. Eine verkleinerte, besonders robuste Version wurde für Schulen gefertigt.
Eine große Zahl von Veranstaltungsstätten wurde in den 1960er Jahren mit diesem Stuhl ausgestattet: das neue Nottingham Playhouse, das Royal Shakespeare Theatre in Stratford-upon-Avon, die fünf Hörsäle im Barbican Centre und schließlich die 38.000 Sitzplätze im Olympiastadion von Mexiko-Stadt.
Auch die Innenausstattung der Flugzeuge der BOAC gestaltete Robin Day in den 1960er Jahren.
Die beiden Days waren nun zu Stars geworden. Ständig erschienen Artikel über sie in Publikationen zu Wohnen und Design; sie waren gefragte Interviewpartner und hatten Werbeverträge. In Inseraten der Firma Smirnoff wurden sie als glamouröses Paar dargestellt. Robin Day gestaltete in den 1970er Jahren die Innenräume für die Warenhauskette John Lewis in Brent Cross und 1981 für Waitrose in der Finchley Road in London.

### Schwierige Zeiten
In den 1980er Jahren kam eine schwierige Zeit. Hille war in wirtschaftliche Schwierigkeiten geraten. Andere Designer wurden angeworben. Die Zusammenarbeit mit Hille endete, als die Firma 1983 verkauft wurde. Modernität wurde zum Massengeschmack, Entwürfe in Anlehnung an die großen Designer der 1950er und 1960er Jahre wurden massenhaft produziert. Die einst aufregende, originelle Modernität war, in Days eigenen Worten, zur Mittelmäßigkeit verkommen.

### Erneute Wertschätzung
In den 1990er Jahren wuchs die Wertschätzung für das Original wieder. Originalmöbel nach seinen Entwürfen aus den 1950er und 1960er Jahren erzielten hohe Verkaufspreise. 1991 fand die Ausstellung Design in the 50s in den Manchester City Art Galleries statt. Einige seiner alten Entwürfe wurden von britischen und italienischen Firmen erneut produziert. Neue Entwürfe kamen hinzu, beispielsweise der 1990 entworfene Stuhl Toro aus Formstahl, mit dem Londoner U-Bahn-Züge ausgestattet sind. Eine große Ausstellung seiner und seiner Frau Luciennes Arbeiten fand 2001 im Barbican Centre statt.